# Antyperspirant

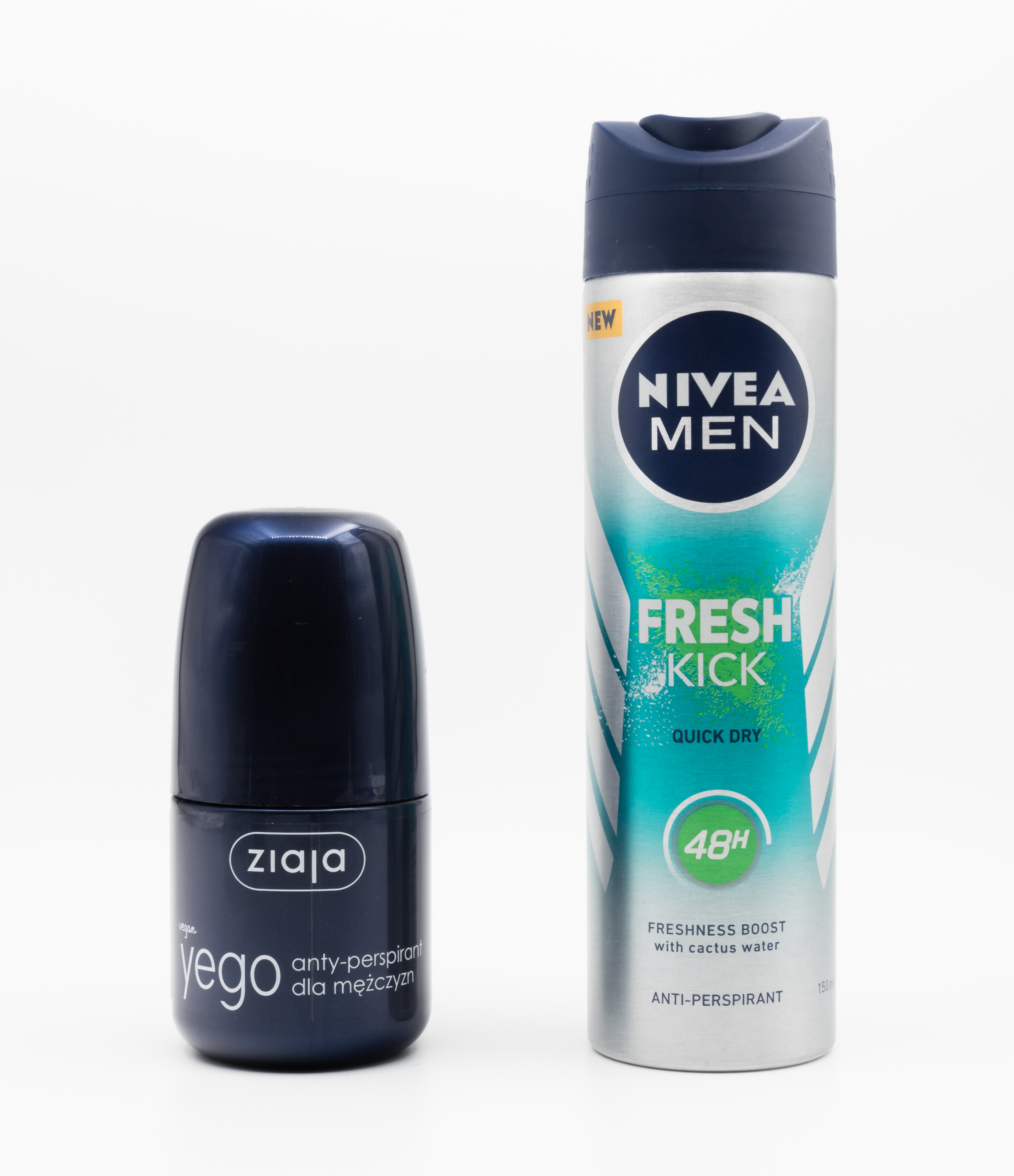
Antyperspiranty

Antyperspirant (łac. perspirare – „przewiewać, oddychać przez coś”) – kosmetyk mający na celu zmniejszanie wydzielania potu i w ten sposób zwalczanie nieprzyjemnego zapachu ciała poprzez naniesienie go bezpośrednio na pocące się części ciała. Działanie antyperspirantów opiera się na zawartości soli glinu. Dostępne na rynku preparaty różnią się ich stężeniem i w związku z tym skutecznością i częstotliwością stosowania.
Antyperspiranty dostępne są w różnej postaci – w Europie najpopularniejsze są preparaty w sprayu, kremie lub z aplikatorem kulkowym, w Stanach Zjednoczonych natomiast dominują w postaci sztyftu lub żelu.

## Mechanizm działania
Ludzki pot w większości przypadków nie ma zapachu dopóki nie zostanie sfermentowany przez bakterie, rozwijające się w ciepłych i wilgotnych warunkach. Pacha jest jednym z najcieplejszych miejsc na powierzchni ciała człowieka, a gruczoły potowe wydzielają płyn (pot), którego zadaniem jest regulacja temperatury (ochrona przed przegrzaniem). Gdy skórę tej okolicy umyje się mydłem o odczynie zasadowym, skóra traci swoje niskie pH, które stanowi ochronę przed kolonizacją bakteryjną. W takim środowisku dobrze rozwija się wiele bakterii, co powoduje szybką kolonizację skóry tej okolicy. Bakterie te żywią się potem oraz martwym naskórkiem i komórkami włosów, wydalając kwas trans-3-metylo-2-heksenowy, który jest główną przyczyną przykrego zapachu. Proces ten jest silniejszy po usunięciu owłosienia, gdyż włosy znajdujące się w dole pachowym powodują, że pot nie zostaje na skórze, a ta jest wystarczająco sucha aby zapobiec kolonizacji bakteryjnej. Ponadto włosy są mniej podatne na wzrost bakterii.
Dezodoranty są klasyfikowane przez amerykańską Agencję Żywności i Leków jako kosmetyki i mają za zadanie tylko eliminację nieprzyjemnego zapachu. Ich skład zazwyczaj jest oparty na alkoholu. Dezodoranty mogą występować w połączeniu z innymi, trwalszymi związkami antybakteryjnymi, jak triklosan lub związki chelatujące metale. Dezodoranty mogą zawierać substancje zapachowe mające na celu zamaskowanie przykrego zapachu potu.
Antyperspiranty są klasyfikowane przez amerykańską Agencję Żywności i Leków jako leki. Antyperspiranty mają za zadanie zatrzymać lub znacząco spowolnić proces wydzielania potu obniżając wilgotność środowiska, w którym są bakterie. Głównie używanymi związkami chemicznymi są chlorek glinu (coraz rzadziej), hydroksochlorek glinu i związki glinowo-cyrkonowe (najczęściej w postaci mieszanek aluminium zirconium trichlorohydrex gly i aluminium zirconium tetrachlorohydrex gly). Między kompleksowymi związkami glinu a elektrolitami potu zachodzi reakcja, której produkt ma postać żelu i formuje się czop zatykający przewody wyprowadzające gruczołów potowych. Czop ten zapobiega wydzielaniu potu przez gruczoły i jest usuwany podczas naturalnego procesu złuszczania naskórka. Sole glinu tworzą czop w inny sposób – wchodzą w interakcję z włóknami keratyny w przewodach wyprowadzających gruczołów potowych. Sole glinu działają również na pory nieco ściągająco, powodując ich obkurczanie. Blokada dużej liczby gruczołów potowych redukuje ilość wydzielanego w dole pachowym potu, efekt może być jednak osobniczo zmienny.
Silniejszą wersją antyperspirantu jest bloker potu w formie roll-on lub tabletek. Zawiera większe stężenie soli glinu. Dodatkowo o ile antyperspiranty ograniczają tylko rozkład bakterii odpowiedzialnych za nieprzyjemny zapach potu, bloker potu hamuje proces jego wydzielania przez gruczoły potowe.